# HD 10180
HD 10180 es una estrella análoga solar que los científicos creen que al menos tiene siete planetas, y posiblemente hasta nueve. Convirtiéndolo en el sistema exoplanetario con más planetas hasta ahora descubierto. Superando a Kepler-11, 55 Cancri y al propio sistema solar. Está a 127 años luz de distancia, en la constelación meridional de Hydrus. La masa y la metalicidad de HD 10180 son del 6% y el 20% mayores que los valores del Sol. 
El sistema contiene cinco planetas del tamaño de Neptuno (con masas mínimas entre 12 y 25 veces la de la Tierra y probabilidades de detección falsas inferiores al 0'1%) en los radios orbitales de 0'06, 0'13, 0'27, 0'49 y 1'42 UA.
Además, existe un planeta del tamaño similar a la tierra localizado a 0'02 UA (la masa mínima es de 1'4 veces la de Tierra; probabilidad de detección falsa de 1'4%).
Posteriormente se añadiría un planeta del tamaño de Saturno a una distancia de 3'4 UA (la masa mínima es de 65 veces la de la Tierra, arrojándose una probabilidad de falsa detección del 0.6%) considerado como confirmado por EPE.
Los posibles planetas no confirmados son dos super tierras, uno orbitando a 0'09 UA y el otro a 0'3 UA.
El sistema planetario no contiene planetas en resonancia, aunque tiene una serie de ratios cercanos a la resonancia media de movimiento orbital.
Las ratios aproximados de los períodos de las órbitas adyacentes son (desde el interior hacia el exterior) de 1:5, 1:3, 1:3, 2:5, 1:5 y 3:11.
Los planetas fueron detectados mediante el espectrógrafo HARPS usando la velocidad radial, conjuntamente con el telescopio de 3'6 m del ESO, en el observatorio de La Silla, Chile. Dado que la inclinación de las órbitas de los planetas no se conoce, sólo pueden conocerse actualmente las masas mínimas planetarias.

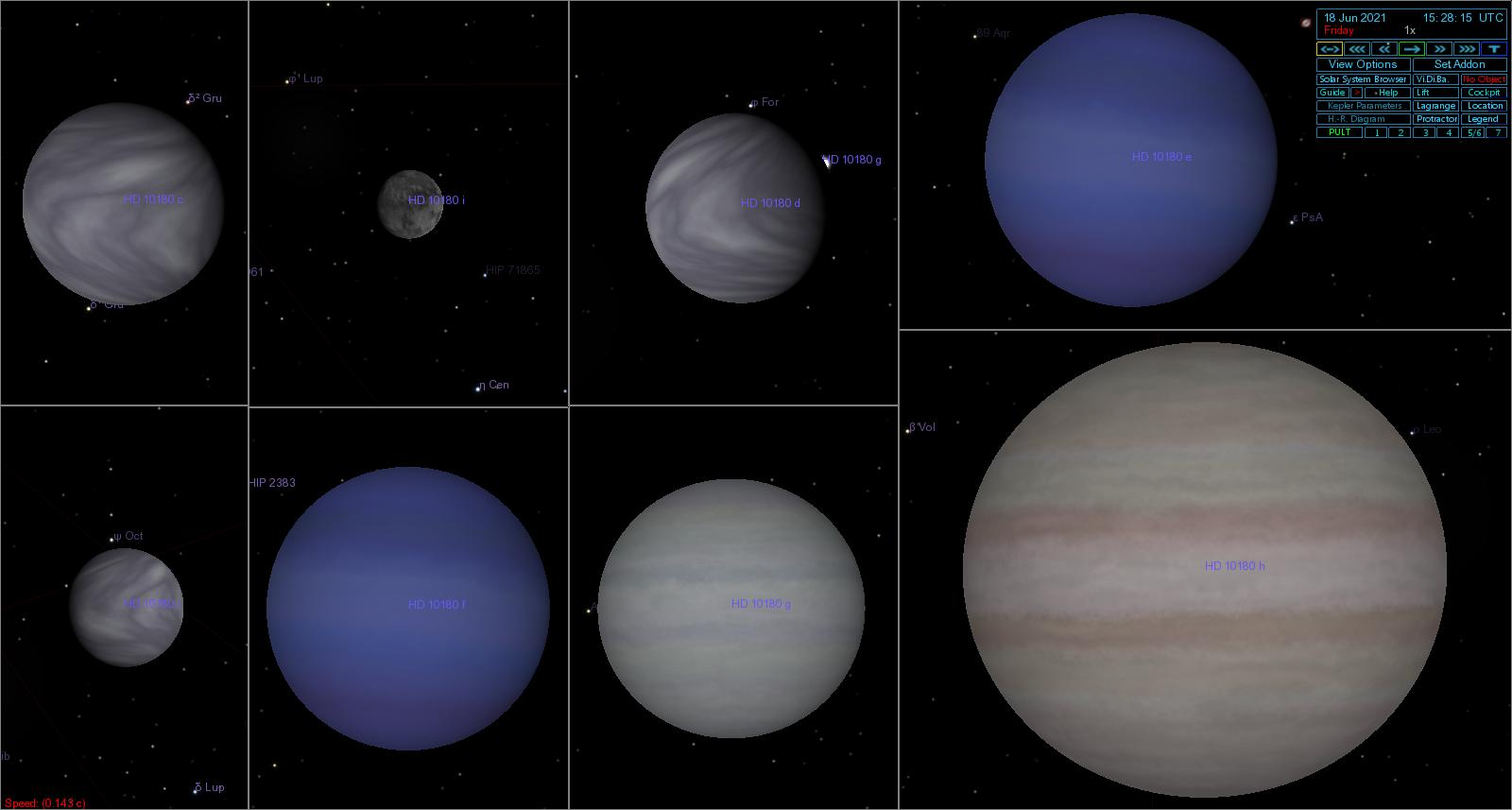
Planetas alrededor de HD 10180 generado en Celestia

El sistema HD 10180.
| Nombre            | Masa (MT)    | Semieje mayor (UA) | Período orbital (días) | Excentricidad   |
| ----------------- | ------------ | ------------------ | ---------------------- | --------------- |
| b                 | >1.35 ± 0.23 | 0.02225 ± 0.00035  | 1.1777 ± 0.0001        | 0.0000 ± 0.0025 |
| c                 | >13.1 ± 0.5  | 0.0641 ± 0.0010    | 5.7598 ± 0.0006        | 0.045 ± 0.026   |
| i (no confirmado) | >1.9 ± 1.8   | 0.0904 ± 0.047     | 9.655 ± 0.072          | 0.05 ± 0.23     |
| d                 | >11.8 ± 0.6  | 0.1286 ± 0.0020    | 16.358 ± 0.004         | 0.088 ± 0.041   |
| e                 | >25.1 ± 1.2  | 0.270 ± 0.004      | 49.74 ± 0.02           | 0.026 ± 0.036   |
| j (no confirmado) | >5.1 ± 3.2   | 0.330 ± 0.016      | 67.55 ± 1.28           | 0.07 ± 0.12     |
| f                 | >23.9 ± 1.4  | 0.493 ± 0.008      | 122.8 ± 0.2            | 0.135 ± 0.046   |
| g                 | >21.4 ± 3.4  | 1.422 ± 0.026      | 601 ± 8                | 0.19 ± 0.14     |
| h                 | >64.4 ± 4.6  | 3.40 ± 0.11        | 2220 ± 90              | 0.080 ± 0.070   |

## Notas

Órbitas del sistema planetario HD 10180, usando la configuración orbital de un cuerpo de ocho (la estrella y siete planetas) modelo newtoniano teniendo en cuenta la disipación de las mareas.

## Referencias

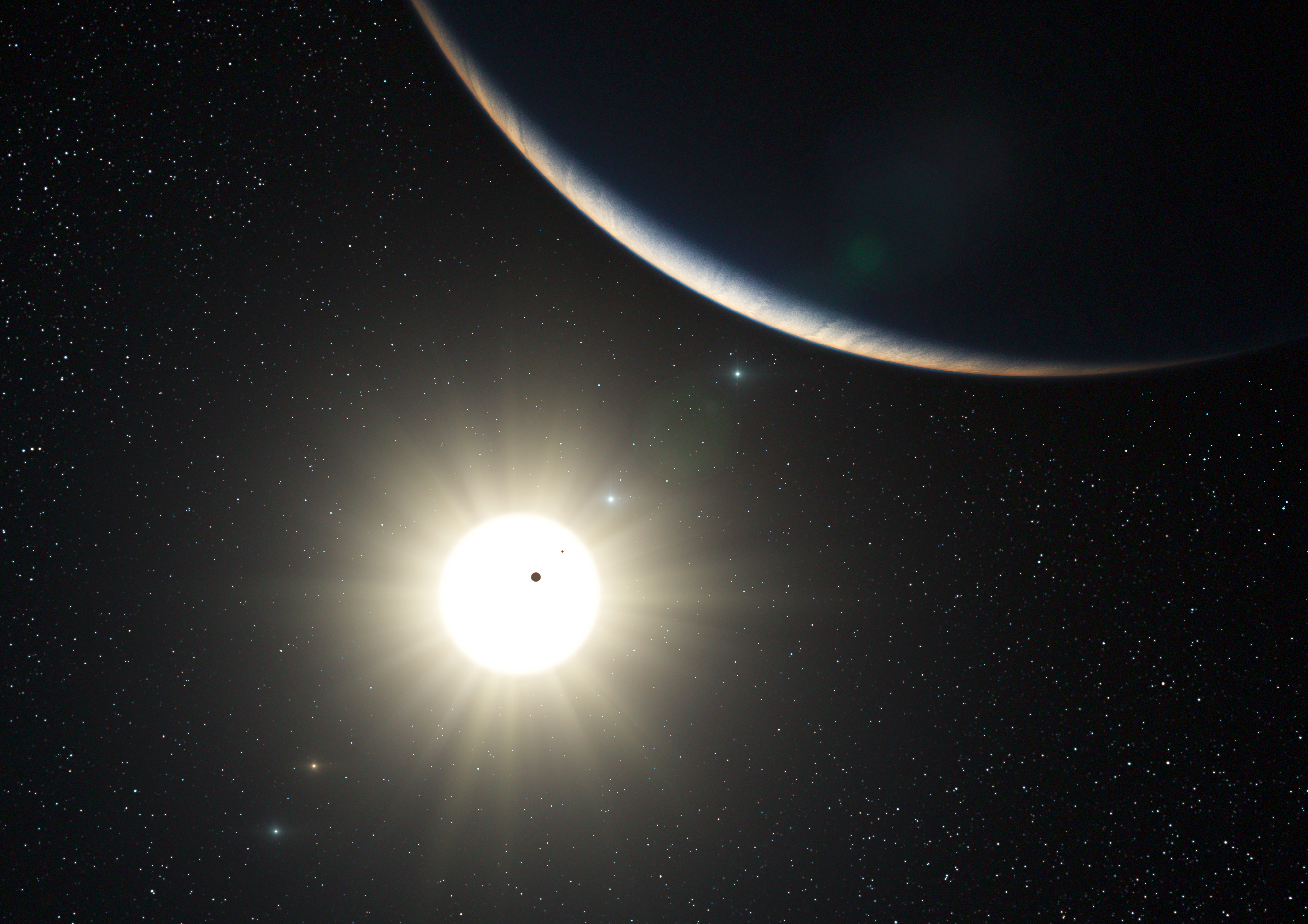